# Martyna Klatt
Martyna Klatt (Poznań, 4 de febrero de 1999) es una deportista polaca que compite en piragüismo en la modalidad de aguas tranquilas.
Ganó dos medallas en el Campeonato Mundial de Piragüismo de 2023 y dos medallas en el Campeonato Europeo de Piragüismo, en los años 2021 y 2025.

## Palmarés internacional
| Campeonato Mundial | Campeonato Mundial       | Campeonato Mundial | Campeonato Mundial |
| Año                | Lugar                    | Medalla            | Competición        |
| ------------------ | ------------------------ | ------------------ | ------------------ |
| 2023               | Duisburgo (Alemania)     | Medalla de oro     | K2 200 m           |
| 2023               | Duisburgo (Alemania)     | Medalla de plata   | K2 500 m           |
| Campeonato Europeo |                          |                    |                    |
| Año                | Lugar                    | Medalla            | Competición        |
| 2021               | Poznań (Polonia)         | Medalla de bronce  | K2 1000 m          |
| 2025               | Račice (República Checa) | Medalla de oro     | K2 500 m           |